# Boerenweteringbrug
De Boerenweteringbrug (brug 406) is een vaste brug in Amsterdam-Zuid.

## Omschrijving
De brug ligt in de Van Hilligaertstraat en vormt met brug 405 de verbinding met de Stadionweg. Ze overspant de Boerenwetering met de Ruysdaelkade en Hobbemakade, die hier ontmondt in De Kom. De brug maakt onderdeel uit van een viertal bruggen (Boerenweteringbrug, brug 405, Hildo Kropbrug en Kinderbrug) die het verkeer om De Kom leiden.
Al in 1922 werd er aangegeven dat hier ter plaatse een brug moest komen in verband met de toenmalige stadsuitbreiding. De bouw werd opgehouden, totdat in 1925 er werd aangedrongen op spoed. De verkeersbrug werd aldus in 1926/7 aangelegd naar een ontwerp van Piet Kramer. In september 1927 reed er verkeer over de brug. Kramer hanteerde de Amsterdamse Schoolstijl bij zijn ontwerp. De gangbare elementen voor Kramers bruggen ontbreken hier niet. Een mengeling van bak- en natuursteen en siersmeedijzeren balustrades zijn er te vinden. Ook de beeldhouwwerken van Hildo Krop ontbreken niet. Die beeldhouwwerken die als pilaren op de brugsteunen staan zijn naar binnen gekeerd, naar de waterkant zijn ze "blind". De beelden zouden volgens de overlevering verwijzen naar een gedicht van Abraham Eliazer van Collem.

## Beelden

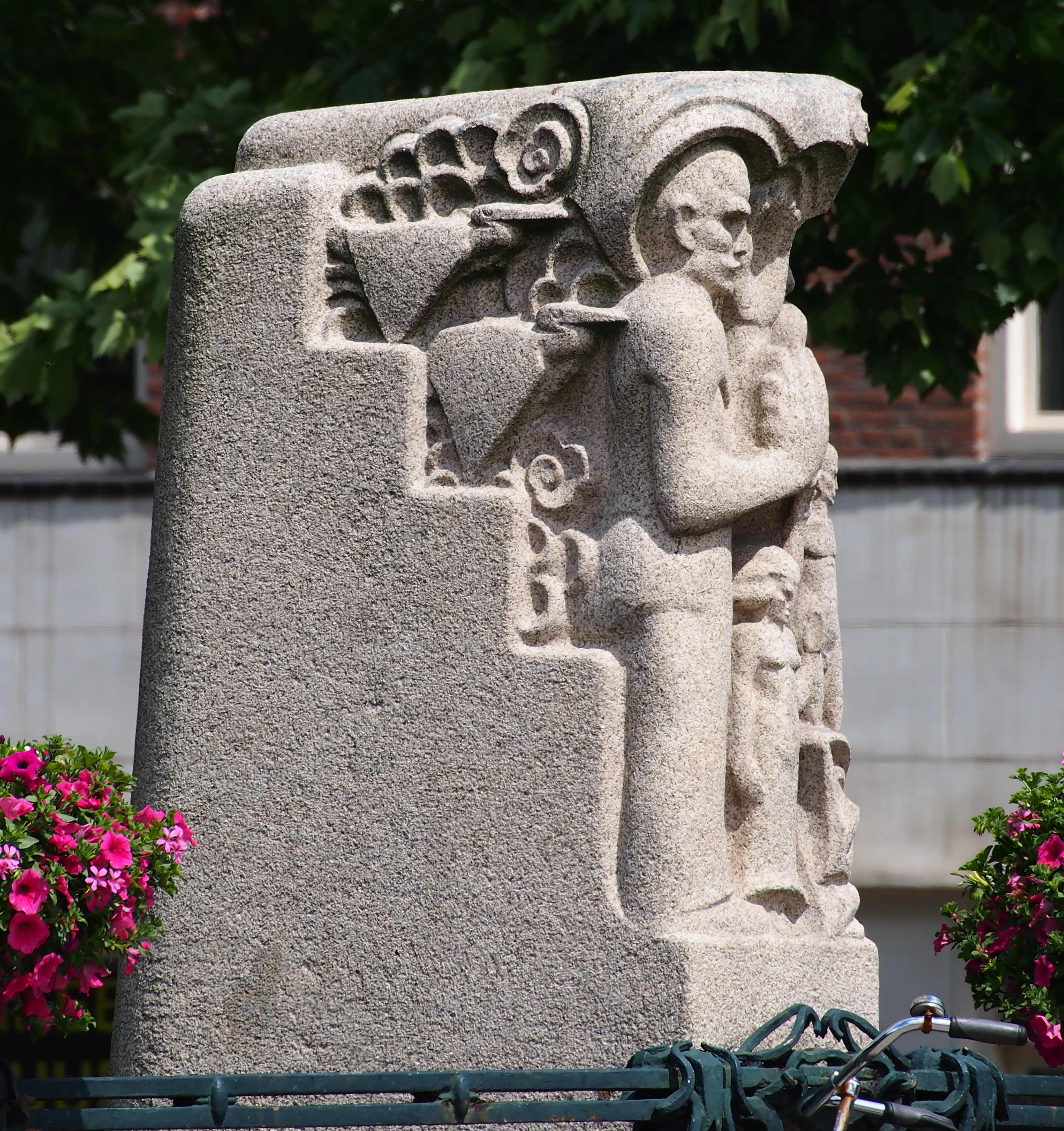
Beeld van Krop
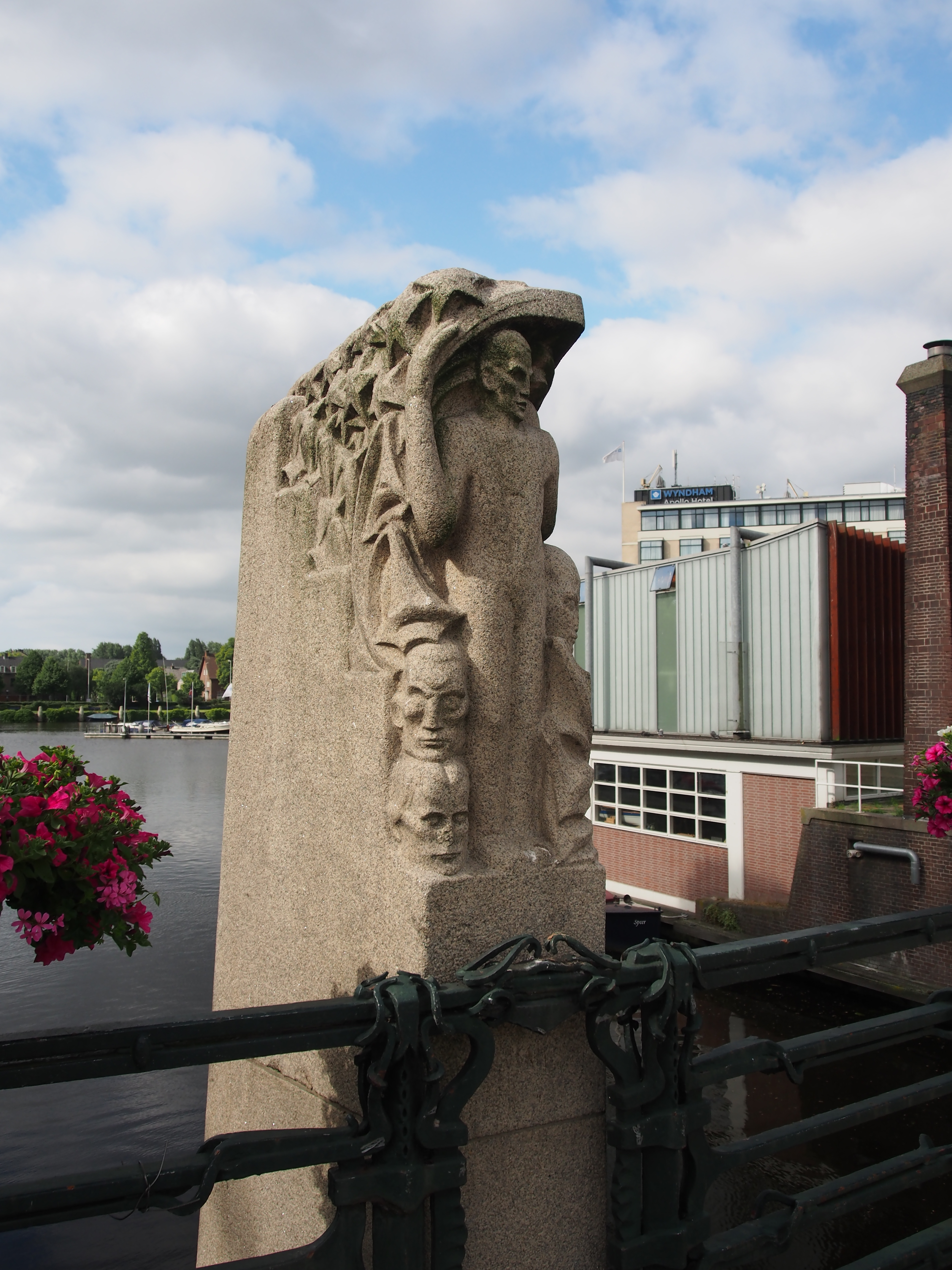
Beeld van Krop

<<< · 400 · 401 · 402 · 403 · 404 · 405 · 406 · 407 · 408 · 409 · 410 · 411 · 413 · 414 · 415 · 416 · 417 · 418 · 419 · 420 · 421 · 422 · 423 · 424 · 425 · 427 · 429 · 430 · 431 · 432 · 433 · 434 · 435 · 436 · 437 · 438 · 439 · 440 · 441 · 442 · 443 · 444 · 445 · 446 · 447 · 448 · 449 · 450 · 451 · 452 · 453 · 454 · 455 · 456 · 457 · 458 · 459 · 460 · 461 · 462 · 463 · 464 · 465 · 466 · 469 · 470 · 471 · 472 · 473 · 474 · 475 · 476 · 478 · 479 · 480 · 482 · 483 · 485 · 486 · 487 · 488 · 489 · 490 · 491 · 492 · 493 · 494 · 495 · 496 · 497 · 499 · >>>
Brugnummers 412, 426, 428, 467, 468, 477, 481, 484 en 498 zijn niet (meer) vergeven.